# Knoten (Westerwald)

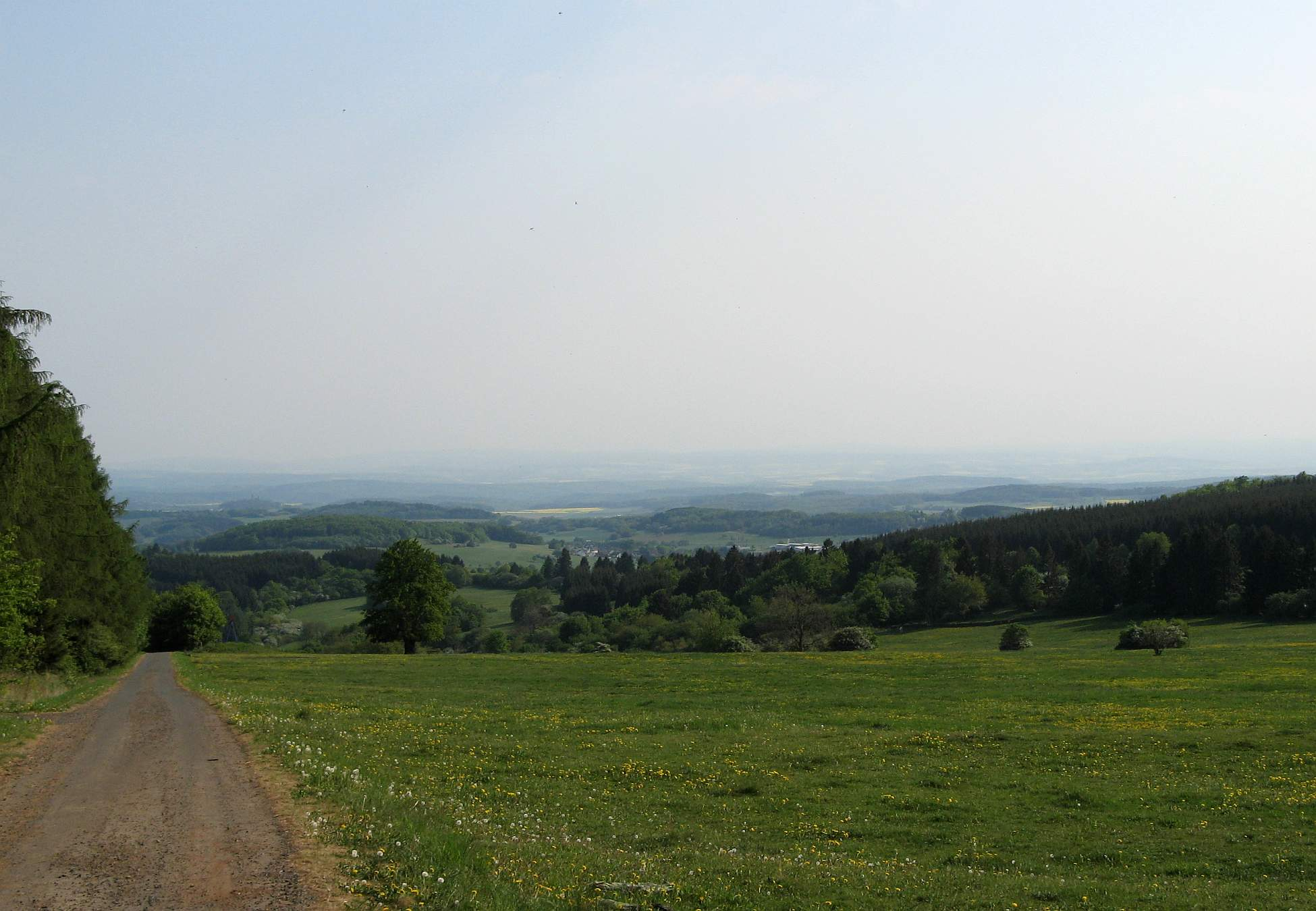
Blick vom Jeuger Weg, von einer Stelle nahe der Quelle des Mengerskirchener Bachs, über den Lahnwesterwald mit südöstlich vom Knoten gelegenen Arborn

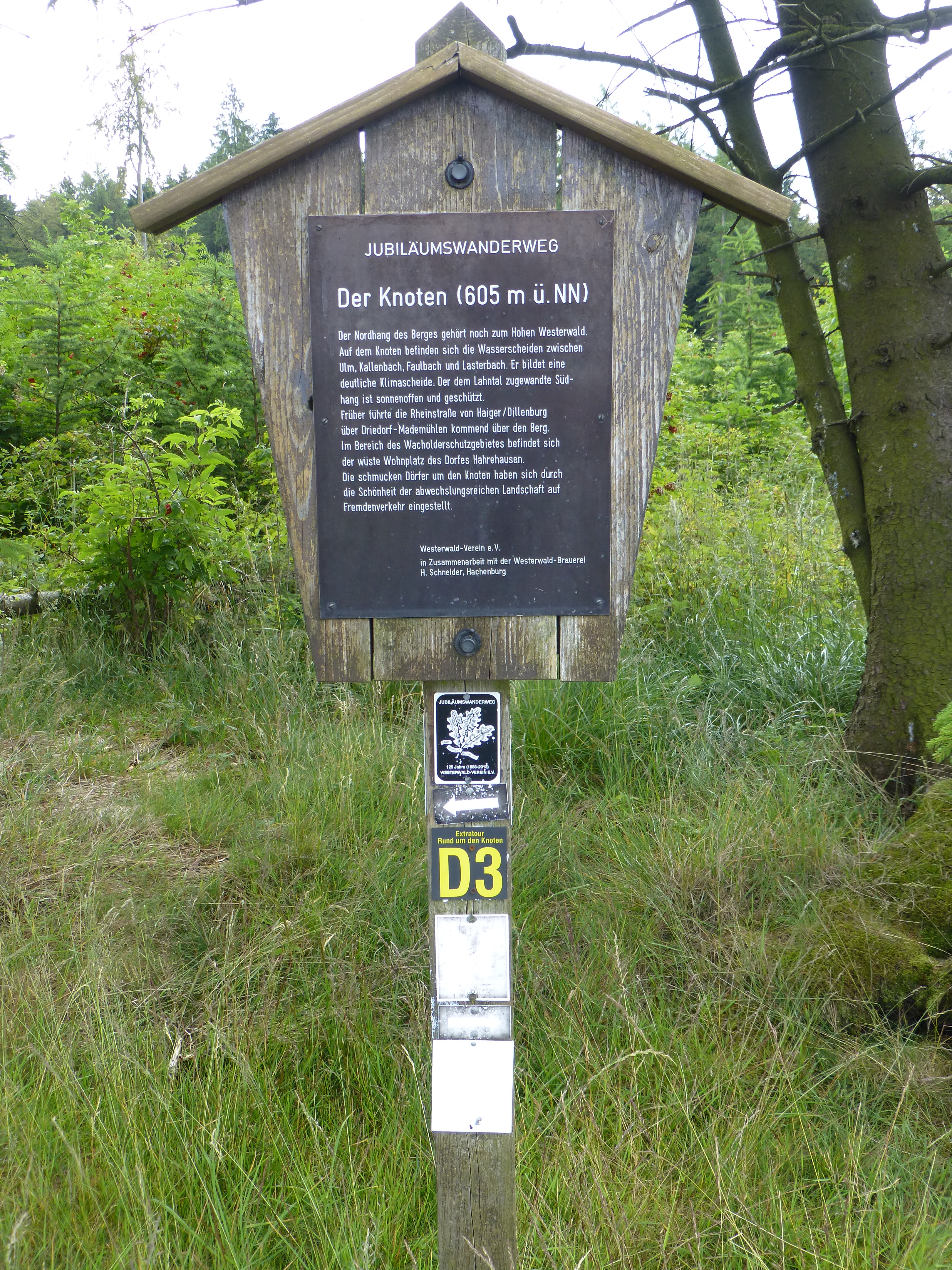
Gipfelschild am Knoten

Der Knoten mit Gipfellage nahe Arborn im hessischen Lahn-Dill-Kreis und Bergteilen bei Oberrod im rheinland-pfälzischen Westerwaldkreis ist ein 605,4 m ü. NHN hoher Berg des Westerwaldes und einer der höchsten hessischen Berge dieses Mittelgebirges.
Der Berg trennt als Klimascheide den Hohen Westerwald vom Lahnwesterwald.

## Geographie

### Lage
Der Knoten liegt am Südostrand des Hohen Westerwaldes. Sein Gipfel erhebt sich in Hessen 3,2 km südlich von Mademühlen, 3,2 km südwestlich von Münchhausen (beide zu Driedorf), 3 km westlich von Odersberg, 3 km nordwestlich von Nenderoth, 1,5 km nordnordwestlich von Arborn (alle zu Greifenstein), 3,5 km nördlich vom Kernort der Gemeinde Mengerskirchen und 2,8 km (jeweils Luftlinie) nordöstlich der rheinland-pfälzischen Ortsgemeinde Oberrod.
Am Knoten entspringen die Lahn-Zuflüsse Kallenbach im Südosten und Ulmbach im Nordwesten. Etwas südsüdöstlich vom Berg entspringt der Kallenbach-Zufluss Faulbach. Westlich vorbei fließt der Elbbach-Zufluss Lasterbach.

### Naturräumliche Zuordnung
Der Knoten gehört in der naturräumlichen Haupteinheitengruppe Westerwald (Nr. 32) und in der Haupteinheit Hoher Westerwald (322) zur Untereinheit Westerwälder Basalthochfläche (322.0), in der sein Gipfel und auch sein Ausläufer Grauberg liegen, wobei seine Landschaft nach Süden und Südwesten in der Haupteinheit Oberwesterwald (323) in die Untereinheit Oberwesterwälder Kuppenland (323.1) reicht.

### Bergkuppen
Der Nordwestausläufer des 605,4 m hohen Knotens ist der auf der Landesgrenze gelegene Oberroder Knoten (586,2 m). Seine Südwestkuppe mit Gipfellage in Rheinland-Pfalz ist namenlos und 595,4 m hoch. Sein Südsüdwestausläufer ist der 492,4 m hohe Grauberg.

## Schutzgebiete
Auf den Westteilen des Knotens befinden sich Bereiche des Landschaftsschutzgebiets Krombachtalsperre (CDDA-Nr. 322334; 1980; 18,35 km²). Dort liegen zum Beispiel auch solche des Fauna-Flora-Habitat-Gebiets Feuchtgebiete und Heiden des Hohen Westerwaldes (FFH-Nr. 5314-304; 47,8 km²), im Norden Teile des FFH-Gebiets Umbachtal und Wiesen in den Hainerlen (FFH-Nr. 5414-302; 1,18 km²) und im Süden solche des FFH-Gebiets Heidenkopf und Knoten nördlich Mengerskirchen (FFH-Nr. 5414-302; 1,18 km²). Im Osten liegen Bereiche des Vogelschutzgebiets Hoher Westerwald (VSG-Nr. 5314-450; 76,1 km²) und im Westen solche des VSG Westerwald (VSG-Nr. 5312-401; 289,48 km²).

## Geschichte und Tourismus
In früheren Zeiten diente der Knoten vornehmlich als Weidefläche für Vieh der ortsansässigen Landwirte und Schäfer. Heute liegt auf dem Berg ein Skigebiet mit zwei gespurten Loipen und einer Abfahrt von 280 m Länge sowie ein Skilift. Die etwa 150 m unterhalb des in Gipfelnähe stehenden Weilburger Loipenhauses befindliche Wetzlarer Hütte dient Wanderern als Übernachtungsmöglichkeit. Außerdem existiert der Radwanderweg Rund um den Knoten mit 32 km Länge. Auf dem Berg steht ein Gipfelkreuz.

## Windkraftanlagen
Im Jahr 2013 wurden auf dem Knoten in der Gemarkung von Arborn vier Windkraftanlagen vom Typ E 101 mit einer Nabenhöhe von 135 m errichtet. Um den Bau dieser Anlagen zu verhindern, hatte sich 2010 die Bürgerinitiative Rettet den Knoten gegründet, deren Bemühungen jedoch erfolglos blieben. Aufgrund eines in der Nähe brütenden Schwarzstorchpaares wurde der Anlagenbau im Sommer 2012 zunächst gestoppt.
Drei weitere Windräder (Anlagentyp N117; Nabenhöhe 141 m) sind Anfang 2015 in Betrieb genommen worden. Sie stehen auf dem westlichen Teil des Bergrückens im Gemeindegebiet von Mengerskirchen.

## Verkehr und Wandern
Durch das nahe am Knoten liegende Arborn verläuft die Landesstraße 3046. Zum Beispiel an dieser Straße oder an den durch die rund um den Berg gelegenen Ortschaften führenden Landes- und Kreisstraßen beginnend kann der Knoten auf Feldwegen sowie Waldwegen und -pfaden erwandert werden.